# Сентябрьское восстание
Сентя́брьское восста́ние (болг. Септемврийско въстание) — вооружённое восстание в сентябре 1923 г. в Болгарии, поднятое БКП против правительства Цанкова. Восстание было поддержано аграриями и анархистами.

## Предшествующие события
Весной 1923 года политическая обстановка в третьем болгарском царстве осложнилась. Незадолго перед выборами в парламент правительство А. Стамболийского ввело мажоритарную избирательную систему с целью сократить до минимума количество мандатов депутатов-коммунистов. Это привело к ухудшению отношений между БЗНС и Болгарской коммунистической партией.
9 июня 1923 года в результате военного переворота, который возглавили Военная лига и «Народный сговор», правительство А. Стамболийского было свергнуто, было сформировано новое правительство А. Цанкова. В ряде районов страны прошли стихийные восстания (так, 9-10 июня вооружённое выступление началось в Плевенской околии, 11 июня — в городе Плевен и распространилось на сёла в Луковитской околии, Никопольской околии и другие селения), но они были быстро подавлены войсками.
В этот момент руководство Болгарской компартии заняло позицию нейтралитета, оценив происходящее как борьбу между городской и сельской буржуазией. Но уже на заседании высшего партийного совета БКП в Софии (1-6 июля 1923), члены ЦК БКП Г. Димитров и Т. Петров выступили за возможность поддержки восстания, в то время как Т. Луканов выступал против участия в восстании.
5-7 августа 1923 года в Софии состоялось заседание ЦК БКП, на котором было принято решение «сосредоточить все свои силы в основном на подготовке массового вооружённого восстания».
Была начата работа по созданию единого антифашистского фронта. С этой целью были установлены контакты с БЗНС и ряд активистов левого крыла БЗНС выразили согласие на участие в восстании. 14 августа 1923 года БКП была опубликована программная статья с призывом к антифашистскому единству народа. 16 августа 1923 года руководство БКП предложило партии широких социалистов и радикальной партии создать коалицию единого фронта, но это предложение было отклонено. В это же время БКП установило контакты с руководством ВМОРО и активизировало работу среди переселенцев из Македонии, Фракии и Добруджи.
12 сентября 1923 года правительство начало массовые аресты коммунистов на всей территории страны, среди арестованных был один из членов ЦК БКП — Христо Кабакчиев. Профсоюзные комитеты дали указание рабочим Софии объявить 24-часовую стачку протеста, Г. Димитров выступил с предложением превратить её во всеобщую забастовку, однако Т. Луканов распорядился прекратить стачку.
Вечером 15 сентября 1923 года состоялось заседание руководства БКП, на котором было принято решение начать вооружённое восстание. Общее руководство восстанием было возложено на группу из четырёх человек: Васила Коларова, Георгия Димитрова, Тодора Петрова и Тодора Луканова. 20 сентября 1923 года на расширенном заседании руководства партии была определена дата начала восстания — 22 сентября 1923 года.
Накануне восстания полиции удалось разгромить Софийский революционный комитет. Также, 21 сентября 1923 года в селении Выршец был арестован офицер-артиллерист Никола Атынский — член БЗНС, который должен был занять пост начальника штаба повстанческих войск.

## Восстание
Хотя дата начала восстания была определена на 22 сентября 1923 года, в некоторых районах страны (Старозагорской, Новозагорской, Казанлыкской и Чирпанской околиях) восстание началось раньше. Центром восстания стала северо-западная Болгария.
В ночь с 22 на 23 сентября 1923 года восставшие захватили село Выршец, а после двух атак заняли город Фердинанд, однако в городе Враца местная организация БКП была разгромлена.
25 сентября 1923 года в бою у железнодорожной станции Бойчиновцы отряд восставших под командованием Гаврила Генова разгромил правительственные войска, также повстанцы сумели с боем занять большую часть города Лом, но правительственные войска заняли оборону в кавалерийских казармах и дождались подхода подкреплений из Видинского гарнизона.
26 сентября 1923 года правительственные войска перешли в наступление, они заняли город Берковица.
27 сентября 1923 года правительственные войска заняли город Фердинанд.
Остатки восставших бежали к границе с Югославией.

## Результаты
В период с начала восстания до конца 1923 года, в ходе восстания и его подавления правительственными силами 5 тыс. человек погибли, 10 тыс. были арестованы и осуждены, около 2 тыс. человек были вынуждены покинуть страну. В общей сложности, в 1923—1925 годы Болгарию покинули 3 тыс. политических беженцев (участники восстания и члены их семей).

## Последующие события
В октябре 1923 года МОПР призвал коммунистические партии и трудящихся всего мира оказать помощь участникам Сентябрьского восстания в Болгарии. Коммунистическая партия Югославии, югославская секция МОПР и иные политические партии и общественные союзы Югославии организовали кампанию помощи беженцам, в ходе которой для беженцев из Болгарии было собрано около 100 тыс. динаров

## Память, отражение в культуре и искусстве
- В НРБ участники восстания награждались медалями «За Участие в Сентябрьском восстании 1923 г.» и «50 лет народному восстанию 1923 г.».
- картина «За свободу!» (художник Ц. Лавренов, 1932)[11]
- картина «Художник и действительность» (художник Ц. Лавренов, 1932)[11]
- гравюра «Сентябрь 1923» (Н. Балканский, 1932)[12]
- серия гравюр «Сентябрь 1923» (И. Петров, 1930-е гг.)[12]
- поэма «[www.stihi.ru/2012/12/21/165 Сентябрь]» (Гео Милев, 1924)
- роман «Люди Сентября» (Эмил Коралов)
- роман «Иван Кондарев» (автор Эмилиян Станев, 1958 - 1964)
- улица им. 13 сентября в городе Мыглиж
- художественный фильм «Герои сентября» (режиссёр Захари Жандов, автор сценария Анжел Вагенштайн, 1954)